# بيترس كامبل
بيترس كامبل (بالإنجليزية: Beatrice Campbell)‏ هي ممثلة بريطانية (وحملت سابقاً جنسية المملكة المتحدة لبريطانيا العظمى وأيرلندا)، ولدت في 13 يوليو 1922 في المملكة المتحدة، وتوفيت في 10 مايو 1979 بلندن في المملكة المتحدة.

## وصلات خارجية
- بيترس كامبل على موقع IMDb (الإنجليزية)
- بيترس كامبل على موقع تيرنر كلاسيك موفيز (الإنجليزية)
- بيترس كامبل على موقع إن إن دي بي (الإنجليزية)
- بيترس كامبل على موقع قاعدة بيانات الفيلم (الإنجليزية)